# 巴爾夫林峰
46°08′06.3″N 7°52′49″E / 46.135083°N 7.88028°E

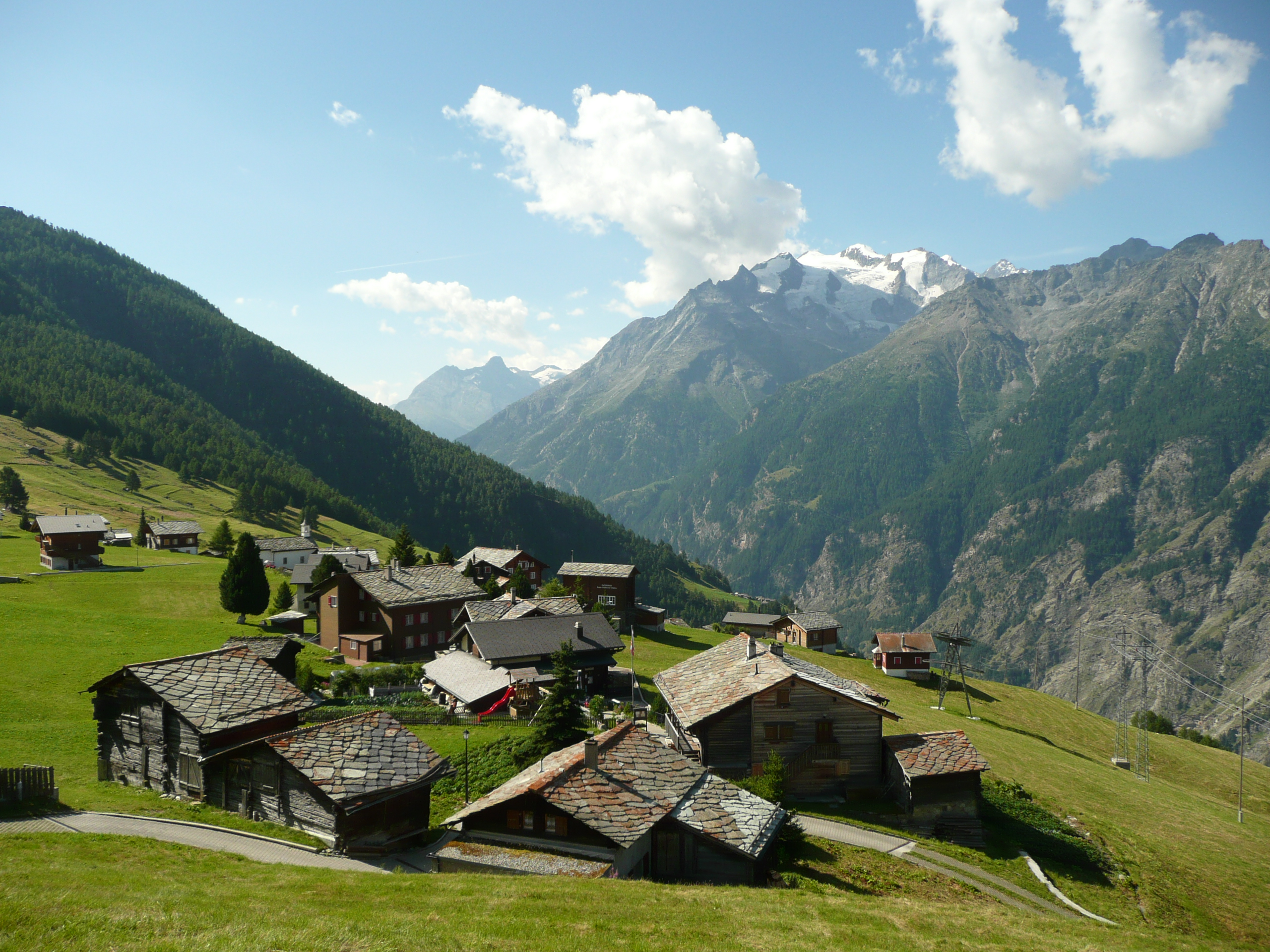

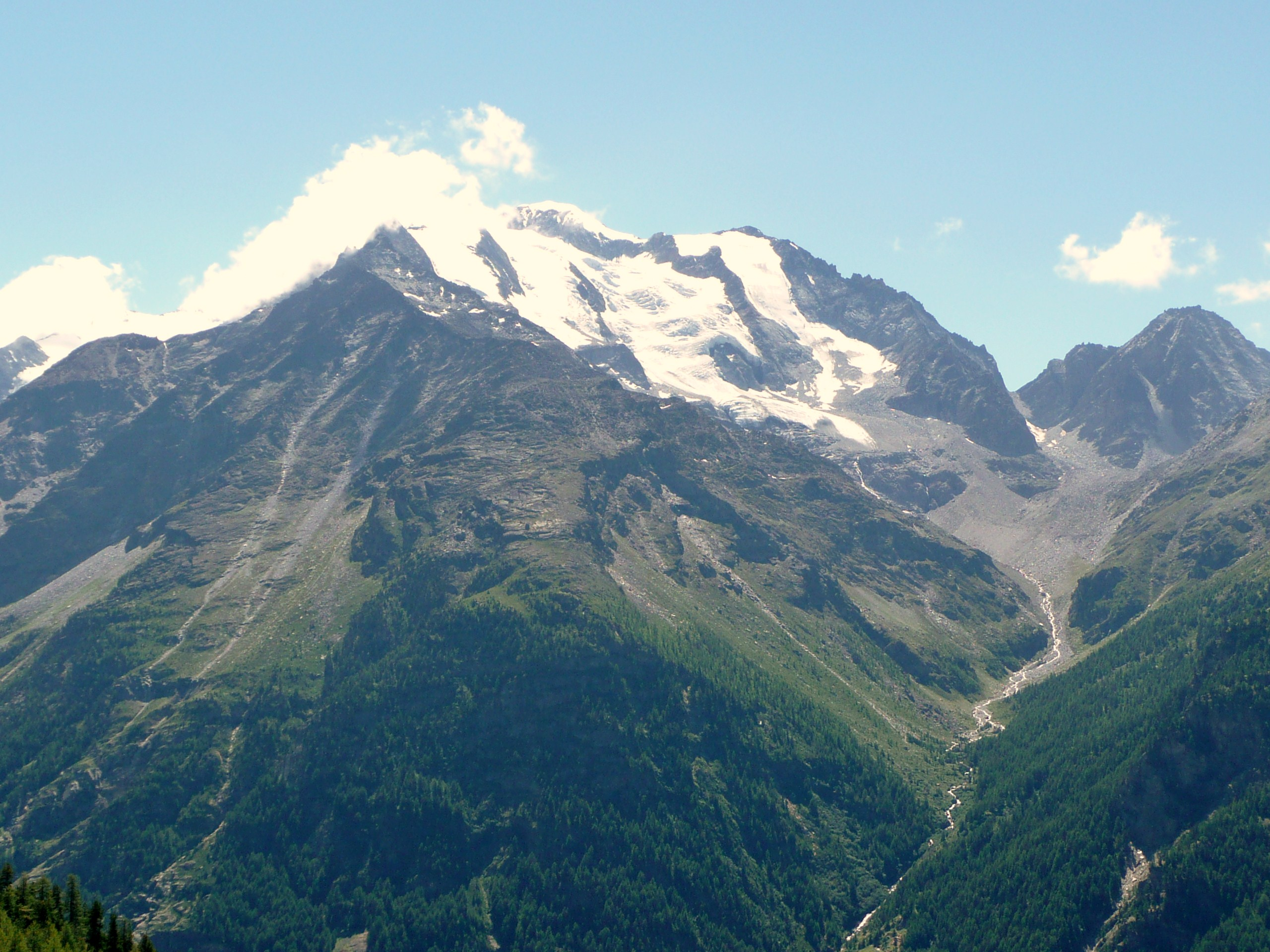

巴爾夫林峰（Balfrin），是瑞士的山峰，位於該國南部，由瓦萊州負責管轄，屬於本寧阿爾卑斯山脈的一部分，處於多姆峰附近，海拔高度3,796米。